# Apolinar Aquino
Apolinar Aquino Quispe (Viacha, Bolivia; 20 de octubre de 1932 -Vado del Yeso, Bolivia 31 de agosto de 1967, ) fue un guerrillero boliviano y aimara que integró la Guerrilla de Ñancahuazú comandada por el socialista Ernesto Guevara entre 1966 y 1967 en el sudeste de Bolivia. Murió en combate el 31 de agosto de 1967 en la emboscada de Vado del Yeso.

## Biografía
Nació el 20 de octubre de 1932 en Viacha, capital de la provincia de Ingavi, departamento de La Paz. Era un campesino aimara, de la comunidad Suripanta-Surusaya. Realizó sus estudios primarios en la Escuela Fiscal de la Comunidad.
Era un trabajador y didigente sindical de la fábrica de Galletas Figgliozzi, en la ciudad de La Paz y miembro del Partido Comunista de Bolivia.
Participó activamente en los movimientos revolucionarios de 1949 a 1952. Fue el encargado de organizar la barricada en Villa Victoria en 1950, con Los Fabriles que terminó en el acontecimiento conocido como la "Masacre de Villa Victoria" del 18 de mayo de 1950.
El 17 de enero de 1965 organizó una caravana de ciclismo desde Viacha que hasta La Paz donde asistieron a movilizaciones y actos del Partido Comunista.

### Guerrilla de Ñancahuazú y muerte
Luego de la fallida experiencia del Congo, Ernesto Guevara organizó un foco guerrillero izquierdista en Bolivia, donde instaló a partir del 3 de noviembre de 1967, en una zona montañosa cercana a la ciudad de Santa Cruz, en una área que atraviesa el río estacional Ñancahuazú, afluente del importante Río Grande de Bolivia.
El grupo guerrillero tomó el nombre de Ejército de Liberación Nacional (ELN) de Bolivia con secciones de apoyo en Argentina, Chile y Perú. 
Apolinario Aquino había sido llevado a Ñancahuazú como cuidador de la finca y luego se integró al ELN junto a otros 30 guerrilleros bolivianos. Apolinar Aquino, Eusebio Tapia y Serapio Aquino eran primos y pertenecían casualmente a la misma Comunidad Suripanta-Surusaya de Viacha.
Cuando las tropas se dividieron, fue asignado a la columna comandada por Juan Vitalio Acuña Nuñez («Joaquín»). El 31 de agosto de 1967 toda la columna fue emboscada mientras cruzaba el Río Grande cerca de Vado del Yeso. Todos resultaron muertos: Juan Vitalio Acuña Núñez, Tamara Bunke, Apolinar Aquino, Walter Arencibia, Moisés Guevara, Gustavo Machín, Maymura Hurtado y Israel Reyes. Sus cuerpos fueron expuestos primero como trofeos y luego enterrados clandestinamente.
Pocas semanas después, el 9 de octubre, el Che Guevara moriría fusilado ilegalmente en La Higuera (Bolivia).
El cuerpo del guerrillero Apolinario Aquino fue hallado el 7 de junio de 1999.